# 迪马尔
迪马尔，是阿尔巴尼亚中部培拉特州的一个市镇，成立于2015年政府机构改革中，由原四个市镇合并而成。行政中心为乌拉瓦伊古罗雷镇。市镇面积为156.65平方公里，人口数量为27,295人（2011年）。
该市镇的名字起源于伊利里亚人的城市迪马莱，该地名在阿尔巴尼亚语中的意思为“两座山”。